# 255

## Události
- Valerianus mladší, syn římského císaře Galliena a vnuk císaře Valeriana, se stává caesarem

#### Probíhající události
- 249–262: Cypriánův mor

## Narození
- Svatý Dorotheus, biskup v Týru

## Hlavy států
- Papež – Štěpán I. (254–257) + Novacián, vzdoropapež (251–258)
- Římská říše – Valerianus (253–260) + Gallienus (253–268) + Valerianus mladší, spoluvladař (255–257/258)
- Perská říše – Šápúr I. (240/241–271/272)
- Kušánská říše – Vášiška (247–267)
- Arménie – Artavazd VI. (252–283)
- Kavkazská Iberie – Mirdat II. Iberský (249–265)

Indie:
- Guptovská říše – Maharádža Šrí Gupta (240–280)